# 대한민국 공군 2호기
대한민국 공군 2호기는 대한민국 공군이 보유한 정부 전용기이다. 보잉 737-300 기종이며, 1985년에 도입되어 한때 대통령 전용기로 사용되었다. 대체기로 B737 MAX 8이 채택되어 2025년부터 운용할예정이며 대한항공이 5년간 2.500억원으로 임대하였습니다.

## 역사
공군 2호기는 1985년 당시 전두환 대통령 시절에 도입되었다. 소형 여객기를 기반으로 제작되었기에 규모는 40인승 규모로 작으나 단거리 활주로에서도 이착륙이 가능하다. 그러나 순항거리가 짧아 미국까지 논스톱 비행이 불가능하다.
2010년 당시 보잉 747-400 항공기의 대한민국 공군 1호기를 운용하기 이전에는 공군 1호기로 운용되었으나 장거리 이동에는 대한항공의 민간 항공기를 임차하여 사용하였다. 2010년 이후에는 공군 2호기로 운용되고 있으며 2018년 대북특사단의 평양 방문, 이낙연 국무총리의 해외 순방, 김정숙 여사의 해외 순방 등 정부 인사들의 해외일정 수행에 폭 넓게 사용되고 있다.

## 같이 보기
- 대한민국 공군 1호기
- 보잉 비즈니스 제트
- 대한민국 공군 3호기
- 중화민국 총통 행정 전용기